# ریساکو اوگا
ریساکو اوگا (انگلیسی: Risako Oga؛ زادهٔ ۴ ژانویهٔ ۱۹۹۷) بازیکن فوتبال است.
وی همچنین در تیم ملی فوتبال زنان ژاپن بازی کرده‌است.